# Вестник караимской жизни
Перша спроба організації караїмського періодичного видання в Криму була здійснена в 1914 році. Газзан феодосійської караїмської громади Арон Катик 10 червня 1914 року звернувся до Таврійського губернатора з проханням дозволити випуск в Феодосії караїмського журналу під назвою «Вестник караимской жизни».
Програма журналу:
- літературні твори про караїмської життя;
- історія караїмської літератури;
- історія караїмського народу;
- критичні (літературно-наукові) статті;
- релігійно-моральні статті;
- педагогічні статті;
- археологічні дослідження;
- хроніка караїмської життя;
- поштова скринька;
- оголошення.

Журнал планувалося випускати один раз в два місяці (приблизно так, як виходила «Караимськая жизнь»). Обов'язки відповідального редактора взяв на себе А. Катик. На своє прохання він отримав свідоцтво № 16681 на право випуску журналу «Вестник караимской жизни». Але перший караїмський журнал так і не побачив світ - почалася Перша світова війна.